# تپه کور یری
تپه کور یری مربوط به دوره اشکانیان است و در شهرستان گرمی، بخش موران، دهستان آزادلو، روستای تپه باشی واقع شده و این اثر در تاریخ ۲۷ اسفند ۱۳۸۶ با شمارهٔ ثبت ۲۲۶۲۵ به‌عنوان یکی از آثار ملی ایران به ثبت رسیده است.